# 엔베르 호자
엔베르 호자(알바니아어: Enver Hoxha [ɛnˈvɛɾ ˈhɔdʒa], 1908년 10월 16일 ~ 1985년 4월 11일)는 알바니아의 독립운동가, 혁명가이자 공산주의 정치인이다.
제2차 세계 대전 중 파시스트 이탈리아와 나치 독일에 맞서 알바니아 민족해방전선을 이끌었으며, 종전 뒤 사망(1985년) 때까지 공산주의 정당인 알바니아 노동당의 총서기로 알바니아를 다스렸다. 그는 엄격한 스탈린주의에 의거하여 알바니아를 통치하였으며, 반스탈린 운동을 주도하던 소련과 갈등을 겪었다. 특히 소련에 대해서는 체코슬로바키아·헝가리 인민공화국 등지에 군을 투입하는 것을 목격하고 소련의 알바니아 침략을 경계하여 국토 곳곳과 해안가에 전투벙커와 방공호를 설치하고 전 국민에게 무기를 지급하는 등, 적대시하였다.

## 반(反)파시스트 투쟁기
코민테른 지시에 따라 유고슬라비아 빨치산의 지도자인 요시프 브로즈 티토는 독일의 소련 진공을 방해하기 위해 알바니아 전선까지 반파시스트 저항을 확대시킬 구상을 하였다. 그러나, 당시 알바니아는 통합된 공산주의 조직이 존재하지 않았다. 따라서 공산주의 조직의 통합을 위해 밀라딘 포포비치(Miladin Popović)와 두샨 무고샤(Dušan Mugoša)를 알바니아에 보냈으며, 이들은 성공적으로 알바니아 공산주의 조직을 통합하기에 이른다.
당시 코르처 지역 공산주의 운동의 책임자였던 엔베르 호자는 1941년 11월 8일에 통합된 공산주의 조직인 알바니아 공산당의 초대 서기장을 맡게 되었다. 엔베르 호자 주도의 알바니아 공산당은 같은 시기에 반파시스트 항쟁을 지지하는 광범위한 통일전선체인 알바니아 민주전선(Fronti Demokratik i Shqipërisë)을 조직한다. 1942년에 민족해방전선(Lëvizja Nacional-Çlirimtare)을 조직하여 반파시스트 투쟁을 하였고, 1943년 이탈리아의 무솔리니 정권이 무너지고 난 이후 나치 독일이 병력을 주둔하자 마찬가지로 반파시즘 투쟁을 전개했다. 1944년 5월이 되자 알바니아 공산당이 지휘하는 군대의 병력은 35,000명까지 증가했으며, 이들은 2~5만 명 이상의 독일군에 맞서 싸웠고, 1년 6개월 동안의 투쟁 끝에 독일군 수천 명을 사살하는 데 성공했다. 1944년 11월 29일 알바니아에서 독일 국방군 주둔군과 나치독일을 지지하는 극우 민병대를 몰아내는데 성공한다. 제2차 세계대전 이후에는 이오시프 스탈린의 지시에 따라 1945년에 총선을 실시하였고 1946년에 알바니아 인민공화국을 수립한다. 이후에는 알바니아 지역에서 대대적인 파시스트 색출 작업을 하여 나치 부역자를 처단하였다.

## 집권기
1947년 7월 이오시프 스탈린은 알바니아의 혁명 단계는 인민민주주의이며, 산업 발전 수준이 상당히 낮은 상태에 머문 농업 국가이기에 통일전선을 지도하는 정당의 명칭은 '공산당'이 아닌, '노동당'이어야 한다고 지시했고, 엔베르 호자는 이를 받아들여 알바니아 공산당의 명칭을 알바니아 노동당으로 변경했다.
엔베르 호자 지도하의 알바니아 노동당은 동유럽 지역에서 가장 엄격한 반수정주의ㆍ스탈린주의 정당에 속했다. 스탈린 사후 니키타 흐루쇼프가 탈스탈린화 정책을 취하자 1955년부터 당 차원의 공식적인 언급을 통하여 흐루쇼프를 비판하였다. 이후 소련과 알바니아의 관계는 급격히 악화되었고, 1968년에는 바르샤바 조약 기구에서 탈퇴하였다. 대신, 마오쩌둥 치하의 중화인민공화국과는 상당히 긴밀한 관계를 유지하였는데, 마오쩌둥의 문화대혁명에 자극을 받아, 알바니아식 문화대혁명을 일으킬 계획도 세웠었다. 1976년에는 헌법을 개정하여 알바니아가 인민민주주의 단계를 넘어 사회주의에 진입했다는 것을 선언하였다. 1978년부터는 중화인민공화국의 관계가 급격히 나빠지기 시작하였는데, 이 시기에 중국공산당이 수정주의 및 자본주의 노선을 수용했기 때문이다.

### 공안통치

알바니아 국가안전국의 상징이다. "인민을 위한, 인민에 의한"이라는 슬로건이 적혀져 있다.

엔베르 호자는 서방 세력의 첩자가 국내의 공산주의 이행에 훼방을 놓을 것을 염려하여 1943년에 파시스트와 기타 우익을 숙청하기 위해 설립된 국가안전국(Drejtoria e Sigurimit të Shtetit, 통칭 시구리미·Sigurimi)라고 불리는 비밀경찰을 동원하여 극단적인 검열과 공안통치를 자행하였다. 시구리미는 3만 명의 비밀경찰과, 가용 가능한 병력으로 다섯 개의 기계화 연대를 갖고 있던 거대한 비밀경찰 조직이었다. 문화·사상·서적 검열, 사상범 체포 외에도 알바니아인의 서방 세계 및 그리스로의 탈출 기도를 막기 위한 업무도 수행하였다.

### 국가 무신론
엔베르 호자의 종교 탄압은 다른 사회주의국가 종교 탄압에 비해 그 수위가 상당히 높았다. 포교 활동과 해외 종교 선전만을 탄압한 다른 사회주의국가와 달리, 엔베르 호자 치하 알바니아는 종교 시설 자체를 모두 철거하였으며, 종교적인 언사만으로도 사상범으로 취급되어 탄압을 받았다. 엔베르 호자는 마오쩌둥 사상에 영향을 강하게 받고 있었기 때문에 공산주의로의 이행을 위해서는 한 단계 더 높은 적극적인 문화혁명이 필요하다고 본 것이다. 이에 따라 종교를 포함한 '썩어빠진 자본주의 문화'를 제거하기 위한 수많은 검열이 실시되었다.
본격적인 무신론 운동은 1967년 2월부터 시작됐는데, 불과 반년도 안 된 같은 해 5월에 이르러서 교회 및 이슬람 사원 총합 2,169 곳이 철거되었으며, 신자들은 모두 재교육 센터로 보내져서 짧게는 6개월, 길게는 3년 동안 무신론 및 진화론 교육을 받아야 했다. 같은 해 말에는 세계 최초로 무신론 국가를 선언하기도 하였다. 1992년 사회주의 알바니아가 붕괴될 때까지 약 26,000 명의 종교인이 노동교화소 및 정치범수용소에 보내졌다고 알려져 있으며, 이 중 약 7천 명이 고문·사형 등으로 인해 사망한 것으로 추정된다.

### 무상복지
엔베르 호자 치하의 무상복지 정책의 강도는 기타 사회주의국가의 수준에 비해 훨씬 높은 상태였다.

#### 교육
교육은 다른 사회주의국가와 동일한 수준이었으며, 전 과정이 무료였다.

#### 의료
1946년부터 의료 무상을 실시하였고 꾸준히 병원과 의사 수를 증가시켜 1960년에는 인구 3,360명당 1명의 의사를, 1978년에는 인구 687명당 1명의 의사를, 1984년에는 인구 490명당 1명의 의사를 보유하고 있었다. 1978년 기준으로, 의료 사망률은 유럽 전체 평균보다 37% 낮았으며, 평균 수명은 유럽 평균과 비슷한 수준이었고, 증가율은 유럽 평균의 40%로 높았다. 그리고 혁명 전인 1938년에는 평균 수명이 38세였지만, 1978년 기준으로 69세로, 약 두 배가 증가하였다.

### 여권신장
알바니아 지역의 종교는 동방 정교회와 수니파 이슬람 사이의 격렬한 분쟁 지역이라는 역사적 특수성에 따라 다른 지역에 비해 상당히 호전적인 형태를 보이고 있었다. 그렇기에 기독교 및 이슬람이 갖고 있는 여성차별적 성격도 강한 상태였기에 알바니아는 유럽에서 가장 여성 권리가 처참한 상태였다. 엔베르 호자는 1946년부터 낙태 합법화, 국영탁아소 건설 정책과 더불어 가사노동 분담을 위한 대대적인 문화혁명을 통하여 여권을 급격히 신장하였고, 이후에는 50% 할당을 목표로 국영기업체 할당제, 최고인민회의 할당제, 상급당(중앙위원회) 할당제 등을 적용하여 노동당 및 관직·기업에서 특정 성별이 성별 헤게모니를 쥐는 일을 불가능하게 만들었다. 1985년에는 이미 주요 기관에서 여성의 비율이 40%에 달할 정도로 유럽 최고 수준의 할당 상태였다.
여성 교육도 또한 증진시켜 1978년의 여성 고졸 이상 학력 보유자 수는 1958년에 비해 101.9 배로 높아졌다. 동시에, 여성에 대한 악의적이고 왜곡된 성의식을 유발할 수 있는 여성 혐오적 문화 요소에 대한 엄격한 검열이 이루어졌다.

### 자립경제
엔베르 호자는 정권 출범부터 마르크스-레닌주의식 계획 경제화를 위한 수많은 정책 입안을 지도했다. 초기에 큰 효과를 거둬들였지만, 1955년부터 소련과의 관계가 악화되기 시작하면서 경제 지원이 끊겼도, 서방권에 의해 무역로도 차단되어 동유럽 중에서 가장 가난한 국가로 남게 되었다. 소련을 포함한 동유럽 지역은 1965년부터 각 기업소의 독립채산권을 일부 인정하고 점차 자본주의 요소를 받아들였으나, 알바니아는 엔베르 호자의 지도에 따라 스탈린식 계획 경제를 그대로 고수하고 있었다. 1960년대부터는 중화인민공화국과의 교류를 통하여 중간 규모의 성장률을 기록했지만, 1970년대 말부터 중화인민공화국과도 사이가 멀어지면서 더더욱 경제가 쇠퇴하였다. 이러한 문제 때문에 알바니아는 대부분의 제품을 국산화해야 했으며, "모든 경제 생산 및 소비의 자력갱생."이라는 구호를 내세우면서 자립경제화를 강조하였다. 그러나, 알바니아라는 경제·지리적 특성으로 인해 자립화는 상당히 어려운 것이었으며, 이는 경제 둔화로 이어졌다. 결과적으로 알바니아인은 경제적으로 낮은 질의 삶을 살아야 했고 그 결과 이탈리아로 탈출하려는 알바니아인이 많았다.

### 폐쇄정치
엔베르 호자의 통치는 사회주의국가 중에서도 유례가 없는 폐쇄정치였다. 유고슬라비아를 제외한 동유럽 블록은 모두 수정주의 소련에 의해 지도를 받고 있기에, 주위의 사회주의국가와도 관계가 좋지 않았다. 또한, 북쪽의 유고슬라비아도 역시 자주관리 사회주의 노선이라는 수정주의 노선을 걷고 있었기에 사이가 좋지 않았다.

## 평가
엔베르 호자는 유럽에서 가장 혹독한 공산주의 독재자로 여겨졌다. 그러나, 냉전 이후 서방이 추진한 자본주의화로 오늘날 알바니아는 10%대 중반의 실업률과 30%대의 빈곤율에 달하는 극심한 사회 혼란을 겪고 있으며 이러한 분위기 속에서 엔베르 호자의 정치를 지지하는 대중적인 흐름이 일고 있다.
공산정부 해체 이후 알바니아는 치안 약화에 더불어 부패와 빈부격차가 급증하면서 저소득층이 사회적으로 범죄에 쉽게 노출될 수 있는 상태에 있다. 엔베르 호자 통치 기간에는 여성 권리 및 교육·의료·주거 등이 보장되었고, 부패, 실업률 그리고 빈곤선 미만 인구 비율이 매우 낮았다는 점에서 엔베르 호자 통치 시절을 그리워하는 알바니아인이 많아지고 있다. 2016년에 실시한 설문 조사에서 엔베르 호자를 긍정적으로 평가하는 인구는 45%, 부정적으로 평가하는 인구는 42%로 집계되었다.

## 대중 문화의 호자
스파이크 리 감독의 2006년 작품인 인사이드 맨에서 인질범들이 방송한 엔베르 호자의 대국민 연설이 극중 소재로 등장한다.

## 같이 보기
- 폐쇄경제
- 호자주의